# CRUD
CRUD je zkratka používaná v programování, která shrnuje čtyři základní operace s daty v perzistentním úložišti (např. v SQL databázi):
- Create – vytvořit;
- Read – číst;
- Update – upravit, aktualizovat, editovat;
- Delete – odstranit, zrušit, smazat.

CRUD se také někdy používá pro popis fungování uživatelského rozhraní, které umožňuje prohlížení, vyhledávání a změnu informací pomocí formulářů a reportů.

## Historie
Zkratku pravděpodobně poprvé popularizoval[zdroj?] James Martin ve své knize z roku 1983 Managing the data-base environment.

## Koncepce
Data se uchovávají v úložišti.
- Základní vlastností úložiště je, že jeho obsah je možné jak číst tak měnit.
- Než je možné data v úložišti číst nebo aktualizovat musejí být vytvořena; to znamená musí být přiděleno místo, které je inicializováno obsahem.
- Data, které nejsou dále potřebná, musí být možné odstranit (zrušit, smazat); to znamená uvolnit místo, která zabírala.

Tyto čtyři operace společně tvoří základní operace správy úložiště známé jako CRUD: Create, Read, Update a Delete (vytvořit, číst, aktualizovat a smazat).

## Případy použití

### Databáze
V normě SQL odpovídají těmto čtyřem operacím následující příkazy:
| CRUD   | SQL    |
| ------ | ------ |
| Create | INSERT |
| Read   | SELECT |
| Update | UPDATE |
| Delete | DELETE |

I když relační databáze jsou běžnou vrstvou perzistence v softwarových aplikacích, existuje řada dalších vrstev persistence. Funkčnost CRUD může být například implementována pomocí databází dokumentů, objektových databází, XML databází, pomocí textových souborů nebo binárních souborů.
Některé systémy pro práci s velkými daty neimplementují operaci UPDATE, ale mají pouze operaci INSERT s časovým razítkem (žurnálování), přičemž pokaždé ukládají zcela novou verzi objektu.

### RESTful APIs
Zkratka CRUD také se objevuje v popisu rozhraní RESTful API. Každému písmenu zkratky lze přiřadit jednu z HTTP metod:
| CRUD   | HTTP                                  |
| ------ | ------------------------------------- |
| Create | POST, PUT pokud máme `id` nebo `uuid` |
| Read   | GET                                   |
| Update | PUT pro nahrazení, PATCH pro změnu    |
| Delete | DELETE                                |

V protokolu HTTP jsou metody GET (čtení), PUT (vytvoření a aktualizace), POST (vytvoření - pokud nemáme `id` nebo `uuid`), a DELETE (zrušení) operacemi CRUD, protože mají sémantiku správy úložiště, což znamená, že umožňují uživatelským agentům přímo manipulovat se stavy cílového prostředku. Naproti tomu metoda POST je operací zpracování, která má sémantiku specifickou pro cílový zdroj, která obvykle přesahuje rozsah operací CRUD.

### Uživatelské rozhraní
Přístup CRUD také stojí za způsobem práce v uživatelském rozhraní většiny aplikací. Například v databázi kontaktů je základní úložnou jednotkou položka jednotlivého kontaktu. Software musí uživateli umožňovat:
- Create – přidávat nebo vytvářet nové položky
- Read – vyhledávat a prohlížet existující položky
- Update – upravovat nebo aktualizovat existující položky
- Delete – mazat, odstraňovat existující položky

Protože tyto operace jsou tak zásadní, jsou často dokumentovány a popisovány pod jedním souhrnným názvem např. „správa kontaktů“ nebo obecně „správa dokumentů“.[zdroj?]

## Jiné varianty
Podobný přístup jako CRUD se také označuje zkratkami:
- ABCD (add, browse, change, delete – přidat, prohlížet, změnit, smazat)
- CRUDL (create, read, update, delete, list – vytvořit, číst, aktualizovat, smazat, vypsat)
- BREAD (browse, read, edit, add, delete – prohlížet, číst, upravit, přidat, smazat)[6]
- DAVE (delete, add, view, edit – smazat, přidat, prohlížet, upravit)[7]
- CRAP (create, replicate, append, process – vytvořit, replikovat, přidat, zpracovat)[8]